# Liste des ponts de Corse protégés aux monuments historiques
Cet article recense les ponts protégés en tant que monuments historiques en Corse, en France.
Cette protection est conférée par le code du patrimoine.

## Liste
| Édifice                    | Département  | Commune                      | Coordonnées                      | Notice                        | Protection        | Illustration               |
| -------------------------- | ------------ | ---------------------------- | -------------------------------- | ----------------------------- | ----------------- | -------------------------- |
| Pont de Spina-Cavallu      | Corse-du-Sud | Arbellara, Sartène           | 41° 39′ 21″ nord, 8° 58′ 52″ est | « PA00099073 » « PA00099119 » | Classé MH (1976)  | Pont de Spina-Cavallu      |
| Pont de Zippitoli          | Corse-du-Sud | Bastelica                    | 41° 57′ 40″ nord, 9° 00′ 08″ est | « PA00099075 »                | Classé MH (1977)  | Pont de Zippitoli          |
| Pont de Zaglia             | Corse-du-Sud | Évisa                        | 42° 15′ 00″ nord, 8° 46′ 34″ est | « PA00099090 »                | Classé MH (1990)  | Pont de Zaglia             |
| Pont de Pianella           | Corse-du-Sud | Ota                          | 42° 15′ 23″ nord, 8° 45′ 40″ est | « PA00099099 »                | Classé MH (1976)  | Pont de Pianella           |
| Pont d'Abra                | Corse-du-Sud | Petreto-Bicchisano, Zigliara | 41° 48′ 36″ nord, 8° 57′ 35″ est | « PA00099101 » « PA00099126 » | Classé MH (1976)  | Image manquante Téléverser |
| Ponte a u Larice d’Altiani | Haute-Corse  | Altiani                      | 42° 13′ 19″ nord, 9° 15′ 55″ est | « PA00099154 »                | Classé MH (1977)  | Ponte a u Larice d’Altiani |
| Pont génois d'Asco         | Haute-Corse  | Asco                         | 42° 26′ 48″ nord, 9° 01′ 53″ est | « PA00099156 »                | Inscrit MH (1984) | Pont génois d'Asco         |
| Ponte Novu (de)            | Haute-Corse  | Castello-di-Rostino          | 42° 29′ 10″ nord, 9° 16′ 50″ est | « PA00099184 »                | Inscrit MH (1928) | Ponte Novu (de)            |
| Ponte à Golu               | Haute-Corse  | Morosaglia                   | 42° 27′ 46″ nord, 9° 12′ 25″ est | « PA00099216 »                | Inscrit MH (1928) | Ponte à Golu               |
| Viaduc sur le Vecchio      | Haute-Corse  | Vivario                      | 42° 11′ 34″ nord, 9° 09′ 57″ est | « PA00099257 »                | Inscrit MH (1976) | Viaduc sur le Vecchio      |